# W sprawie zapobiegania i przeciwdziałania praniu pieniędzy, finansowaniu terroryzmu i upowszechnianiu broni masowego rażenia
W sprawie zapobiegania i przeciwdziałania praniu pieniędzy, finansowaniu terroryzmu i upowszechnianiu broni masowego rażenia (wł. Per la prevenzione ed il contrasto del riciclaggio del finanziamento del terrosimo e della proliferazione di armi di distruzione di massa) – drugie motu proprio papieża Franciszka.
Dokument ten dotyczy kwestii zapobiegania i przeciwdziałania praniu pieniędzy, finansowaniu terroryzmu i broni. Jest to kontynuacja działań Benedykta XVI, który 30 grudnia 2010 roku wydał motu proprio w sprawie ograniczenia przeciwdziałania nielegalnej działalności finansowej.
Dokument ten umacnia funkcję nadzorczą i regulacyjną Urzędu Wywiadu Finansowego, wprowadza nadzorczą kontrolę instytucji zaangażowanych w działalność finansową oraz ustanawia Komitet Bezpieczeństwa Finansowego, którego celem jest koordynacja działalności władz Stolicy Apostolskiej i w tej dziedzinie.